# 塔馬教授の天才推理
『塔馬教授の天才推理』（とうまきょうじゅのてんさいすいり）は、2012年から2019年までフジテレビ系で放送されたテレビドラマシリーズ。全3回。原作は高橋克彦の「リサ&チョーサクシリーズ」（第3作の原作はシリーズとは異なる）。主演は佐々木蔵之介。
放送枠は「金曜プレステージ」（第1作 - 第2作）。第3作は蔵出し作品として関東ローカルでのみ放送された（「土曜ワイド」）。
佐々木蔵之介はこの作品が2時間ドラマの初主演となる。

## キャスト

### 主人公と友人
塔馬双太郎（通称トーマ）
演 - 佐々木蔵之介
近世庶民文化史が専門の東京命和大学の教授にして浮世絵研究家。探偵モードになると愛用のストップウォッチをカチカチ動かす。
名掛亜里沙（通称リサ）
演 - 森口瑤子
出版社の雑誌「LINK」編集部員。塔馬とは大学の同期。
長山作治（通称チョーサク）
演 - 橋本さとし
推理小説家。ペンネームは流山朔。塔馬とは大学の同期。

### その他
山影哲夫
演 - 宇梶剛士
山形県警尾花沢警察署刑事。過去に塔馬に事件を解決してもらったことがあり、捜査に行き詰ると塔馬のもとへやってくる。
上林
演 - 渋谷謙人（第2作・第3作）
東京命和大学の職員。

### ゲスト
第1作「隠岐島の黄金伝説殺人事件」（2012年）
- 八木沢誠（後醍醐ゆかりの地の一つ、長野県大鹿村から手伝いに来ている青年） - 中林大樹
- 松岡直子（隠岐島観光課 職員） - 西田奈津美
- 杉本真一（小学校教諭・吉野の後醍醐天皇の研究者） - 山崎画大
- 石川（カメラマン） - 鹿内大嗣
- 雄二（隠岐島青年団の一員） - 与座よしあき
- 高橋徳子（杉本の研究仲間） - 阿南敦子
- 由香（仲居） - 里久鳴祐果
- 倉田（ヤクザ風の男） - 奥村幸礼
- 晴美（隠岐島青年団の一員） - あだちあさみ
- 洋子（隠岐島青年団の一員） - 寺川里奈
- 梓 - 吉川まりあ
- 和恵 - マリアユリコ
- 武（隠岐島青年団の一員） - 青柳弘太
- 黒石グランドホテル 従業員 - 後藤康夫
- 近藤（青森県黒石市役所観光課 職員） - 石垣佑磨
- スナック「慶」マスター（隠岐島青年団のリーダー的存在） - 柳沢慎吾
- 兵藤竜彦（隠岐島に眠っている「乾坤通宝」を探しに来た男・死体なき殺人事件の被害者）

第2作「湯殿山麓ミイラ伝説殺人事件」（2014年）
- 小暮秀子（亜里沙の知人・映画プロデューサー・小暮家の養子で旧姓「番内」） - 田畑智子
- 梓川あずさ（タレント） - 渋谷飛鳥
- 安田テル子（山影の幼馴染） - 白石まるみ
- 斉藤（庄内郷土資料館） - 大出俊
- 須永（小暮の同級生） - 村松利史
- 川島順之助（監督） - 真実一路
- 井上（アシスタントプロデューサー） - 石丸奈菜美
- 蓑田（山形大学 民俗学教授） - 薄井伸一
- 千崎完三（地元の実業家・村議会議長） - 阿南健治
- 沼田雲海（殿岳寺 住職） - 山田明郷
- 畠中洋

第3作「からくり人形殺人事件」（2019年）
- 新島夏之（新島総業 社長・からくり人形マニア） - 渡辺裕之
- 新島めぐみ（夏之の妻・秋武の元妻） - いしのようこ
- 神楽百合亜（英良と由乃の養女・秋武とめぐみの実子） - ハマカワフミエ
- 神楽英良（京南大学工学部 教授） - 春海四方
- 神楽由乃（英良の妻） - 長野里美
- 大友（新潟県警捜査一課 刑事） - 遠山俊也
- 池上隆一（東洋新聞社会部 記者・隆の息子・偽名「深町泰夫」） - 郭智博
- 矢口佳久（からくり記念館 職員） - 江良潤
- 杉本夏江（夏之と栄子の娘） - 鉢嶺杏奈
- 杉本栄子（夏之の愛人） - 小松みゆき
- 広瀬（越後新報社会部 副部長） - 古井榮一
- 益田（新潟県警捜査一課 刑事） - 久保山知洋
- 池上隆（越後新報社会部 記者・20年前死亡） - 中野剛
- 中村秋武（偶人館のあるじ・26年前溺死） - 磯崎竜一

## スタッフ
- 原作 - 高橋克彦
- 脚本 - 扇澤延男
- 監督 - 千葉行利
- 技術協力 - フォーチュン
- 美術協力 - フジアール
- VFXスーパーバイザー - 岡野正広
- アクションコーディネート - 佐々木修平
- プロデューサー - 有賀聡
- 編成企画 - 濱潤（第1作・第2作）、水野綾子・野崎理（第3作）（フジテレビ）
- 制作 - フジテレビ
- 制作著作 - ケイファクトリー

## 放送日程
| 話数 | 放送日        | サブタイトル               | 原作                                        | 脚本     | 監督     | 視聴率 |
| ---- | ------------- | -------------------------- | ------------------------------------------- | -------- | -------- | ------ |
| 1    | 2012年6月01日 | 隠岐島の黄金伝説殺人事件   | 「南朝迷路」（文春文庫）                    | 扇澤延男 | 千葉行利 | 11.9%  |
| 2    | 2014年9月19日 | 湯殿山麓ミイラ伝説殺人事件 | 「即身仏（ミイラ）の殺人」（文春文庫）      | 扇澤延男 | 千葉行利 | 9.6%   |
| 3    | 2019年3月09日 | からくり人形殺人事件       | 「偶人館（からくりかん）の殺人」（PHP文庫） | 扇澤延男 | 千葉行利 |        |

- 視聴率はビデオリサーチ調べ、関東地区・世帯

## 関連作品
- ミイラが呼んでいる トーマとチョーサク凸凹迷宮ファイル - 同じくリサ&チョーサクシリーズを原作としたテレビドラマ。2002年12月18日、女と愛とミステリー（テレビ東京）で放送。主演：和泉元彌。